# Glacejat

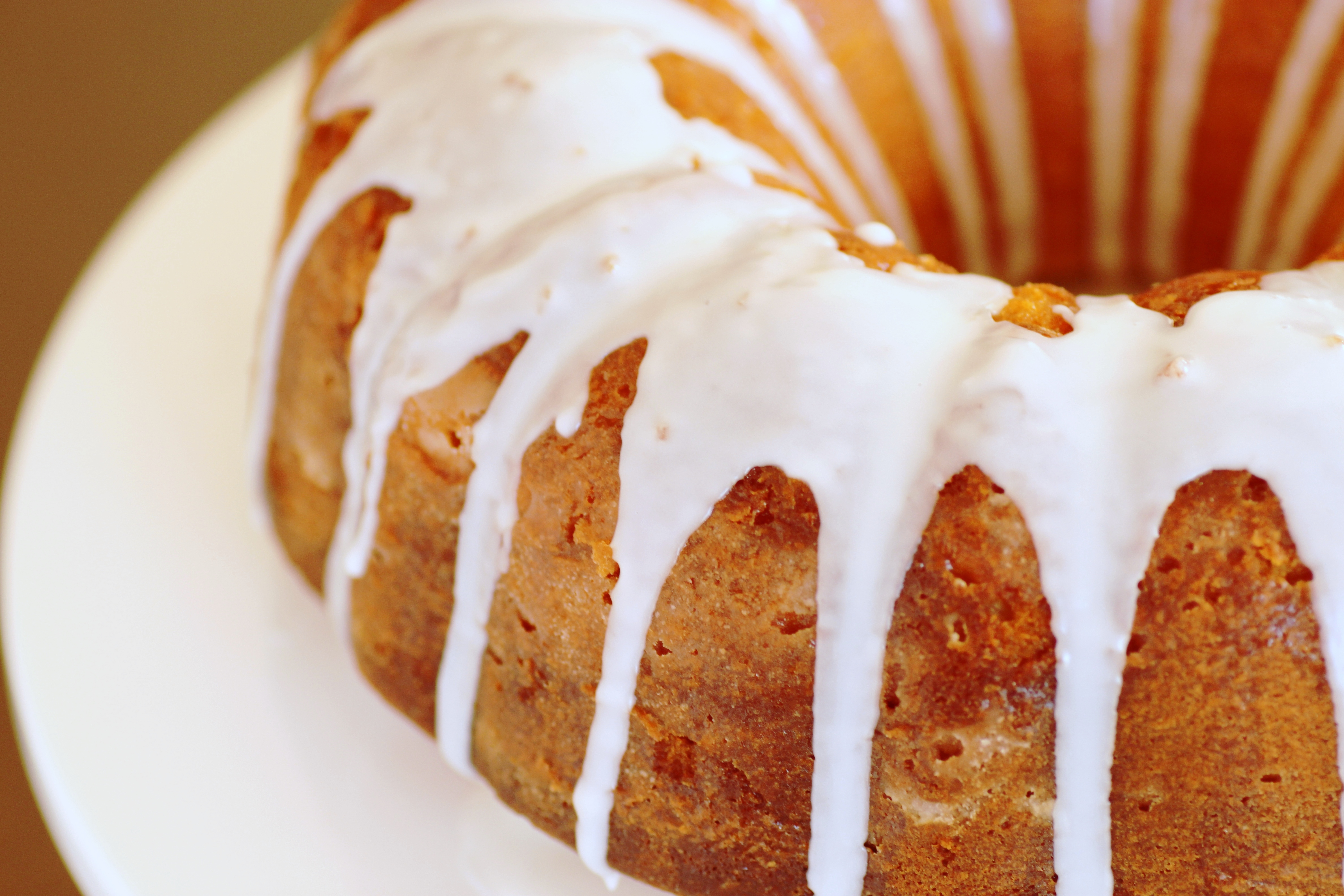
Glacejat blanc sobre un pastís de llimona

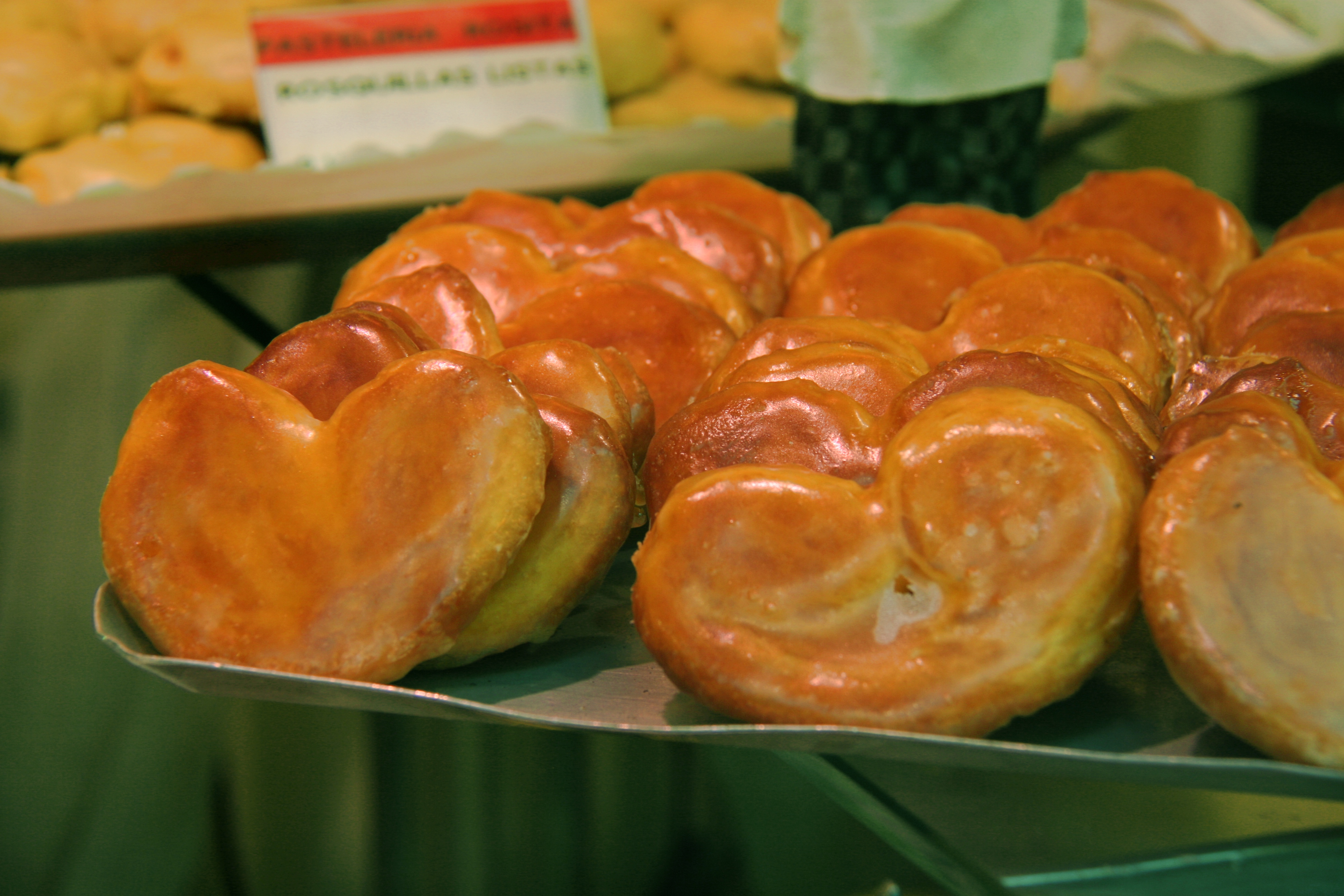
Palmeres glacejades.

El glacejat és una tècnica culinària consistent en recobrir aliments amb una substància brillant, sovint dolça. Les clares d'ou i el gebrat s'usen per setinar. Per exemple, el glacejat dels dònuts es fa amb una barreja simple de sucre glas i aigua. També pot fer-se de fruita i sovint s'aplica als pastissos. S'utilitza per arrebossar o decorar productes de forn, com ara pastissos. Quan s'utilitza entre capes de pastís es coneix com farcit

## Història
Cobrir les coques amb sucre en pols o altres materials es va introduir al segle XVII. El primer cas documentat de glacejat es va produir l'any 1655 i incloïa sucre, ous i aigua de roses. La cobertura s'aplicava al pastís i després es feia endurir al forn. La primera certificació del verb glacejar en aquest sentit sembla datar cap a l'any 1600, i el substantiu del 1683 El glacejat es va certificar per primera vegada el 1750.

## Aplicació

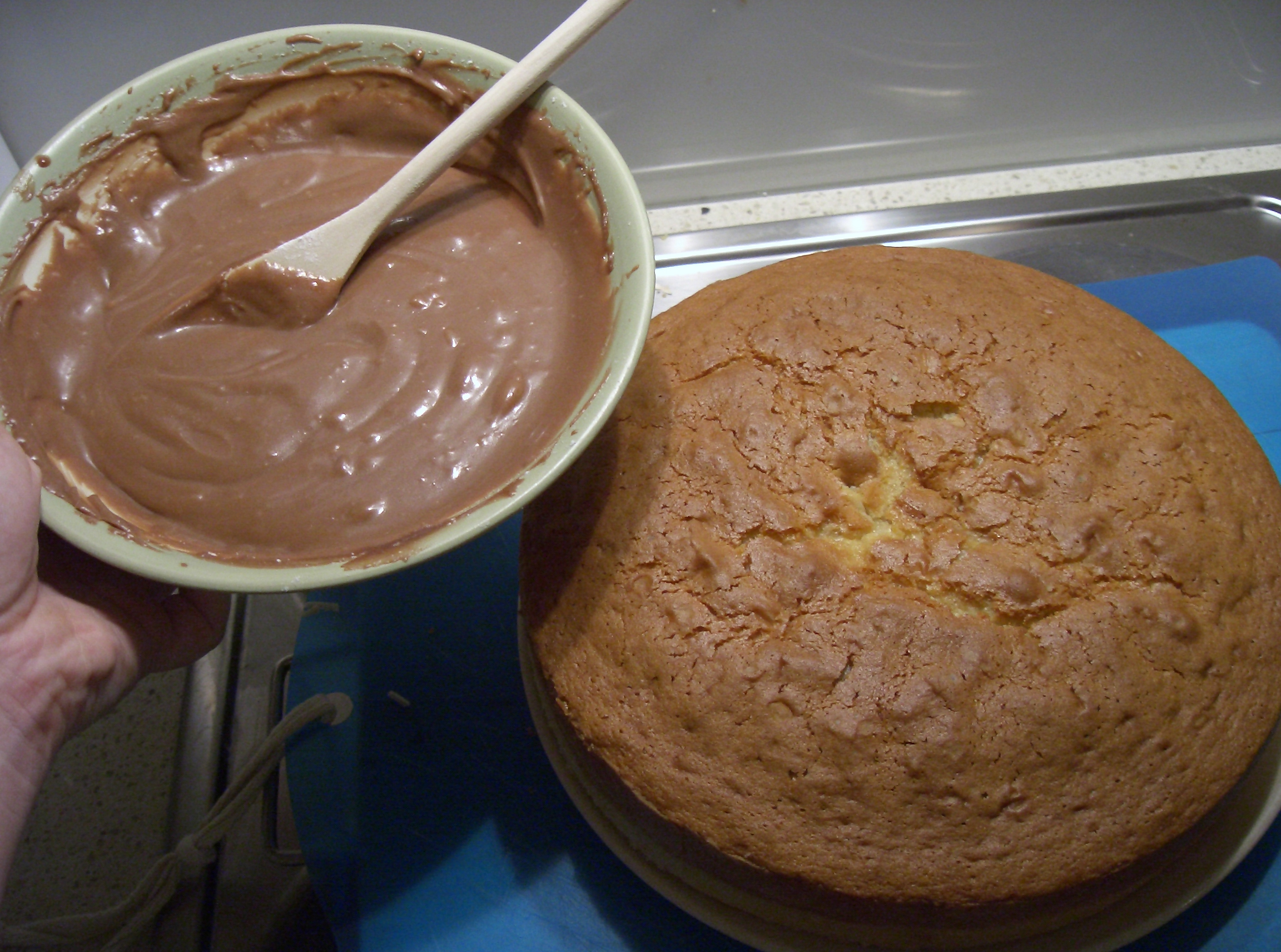
Crema per untar sobre un pastís com glacejat.

Una cobertura bàsica s'anomena glacé, que conté sucre en pols (sucre llustre o sucre de rebosteria) i aigua. Això es pot aromatitzar i acolorir com es desitgi, per exemple, utilitzant suc de llimona en lloc d'aigua.
Se li pot donar formes com flors i fulles amb una mànega pastissera. Aquestes decoracions són habituals en pastissos d'aniversari i de casament. S'hi poden afegir colorants comestibles a les mescles de glacejat per aconseguir la tonalitat desitjada. Sovint s'utilitzen tintes comestibles o altres decoracions a sobre de la cobertura.

## Variants
La tècnica del glacejat es pot aplicar també a les verdures, a les carns blanques i al peix. Les verdures es couen en molt poca aigua o brou, mantega, sal i sucre, que en reduir durant la cocció els donarà un acabat brillant. Les carns i els peixos s'unten abans de finalitzar la cocció amb el mateix suc de cocció reduït o amb una barreja preparada expressament, perquè en servir-presentin un aspecte llustrós.